# Epidendrum infaustum
Epidendrum infaustum är en orkidéart som beskrevs av Heinrich Gustav Reichenbach. Epidendrum infaustum ingår i släktet Epidendrum och familjen orkidéer. Inga underarter finns listade i Catalogue of Life.